# Besançons synagoga
Besançon synagoga (hebreiska: בית הכנסת הגדול בזאנסון; jiddisch: שול פון בעזאנסאן) är en synagoga i Besançon i Frankrike. Den ritades av arkitekt Pierre Marnotte och öppnades 1870.